# Yoani Sánchez

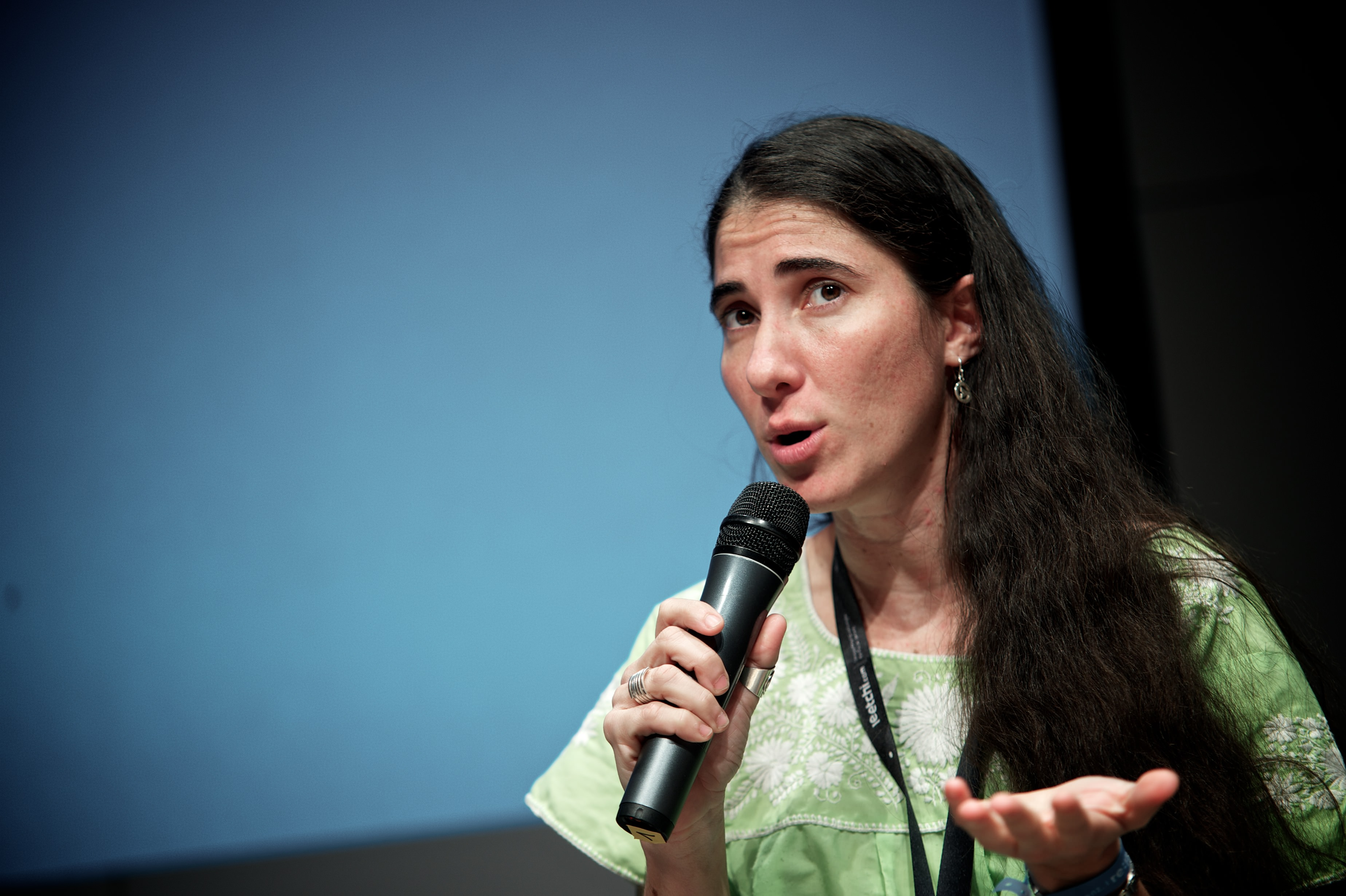
Yoani Sánchez (2013)

Yoani María Sánchez Cordero (* 4. September 1975 in Havanna) ist eine kubanische Philologin. Bekannt wurde sie als Autorin des ersten unzensierten Blogs aus Kuba namens „Generación Y“, in dem sie u. a. vom schwierigen Alltagsleben der Kubaner berichtet und Kritik an den herrschenden Verhältnissen übt. Sie ist mit dem regimekritischen Journalisten Reinaldo Escobar (* 1947) verheiratet und hat einen Sohn. Sie schreibt seit 2008 Beiträge für The Huffington Post und startete im Mai 2012 den Blog „Cuba Libre“ innerhalb des Online-Angebots der spanischen Tageszeitung El País, für die sie ebenfalls schreibt. Im Mai 2014 startete sie die Online-Zeitung 14ymedio, die erste regierungsunabhängige Zeitung Kubas nach der Revolution. Seit Mai 2016 leitet sie eine regelmäßige Talkshow zu Menschenrechtsthemen im spanischsprachigen Fernsehprogramm der Deutschen Welle.

## Leben
Yoani Sánchez studierte am Pädagogischen Institut in Havanna Spanische Literatur. Später, 1995, wechselte sie an die Fakultät für Kunst und Geisteswissenschaften. Im selben Jahr kam ihr Sohn zur Welt. Fünf Semester später beendete sie ihr Studium in hispanischer Literatur. Sie spezialisierte sich auf zeitgenössische lateinamerikanische Literatur und schrieb eine Arbeit zum Thema „Worte unter Druck. Eine Studie zur Literatur in der Diktatur in Lateinamerika.“ Zum Ende ihrer Universitätslaufbahn erkannte sie für sich, dass die Welt der Intellektuellen und der hohen Kultur nicht die ihre war. Sie wollte keine Philologin mehr sein.
Ab dem Jahre 2000 arbeitete sie zur Ableistung des für Hochschulabsolventen obligatorischen Sozialdienstes für den staatlichen Verlag «Nueva Gente» (deutsch: „Neue Menschen“). Da sie vom gezahlten Gehalt, wie die allermeisten Kubaner, nicht auf legale Weise eine Familie ernähren konnte, da der Durchschnittsarbeitslohn eines Kubaners monatlich nur ca. 15 bis 20 US-Dollar beträgt, kündigte sie noch vor Ableistung der Mindestdauer und arbeitete fortan als selbständige Spanischlehrerin für deutschsprachige Touristen, womit sie bessere Verdienstmöglichkeiten hatte.
2002 emigrierte Yoani Sánchez in die Schweiz, wo sie zwei Jahre in Zürich lebte, bevor sie 2004 aus Sehnsucht nach ihrer Heimat und Familie nach Kuba zurückkehrte.
In diesen Jahren entwickelte sie ein Faible für die Informatik, das noch heute anhält. 2004 gründete sie zusammen mit anderen Kubanern ein Internet-Journal des Nachdenkens und der Debatte „Consenso“ („Zustimmung“), für das sie noch heute als Webmasterin und Redakteurin tätig ist.
Im April 2007 hob sie den Blog Generation Y aus der Taufe. Im Jahr 2008 wurde sie deswegen weltweit bekannt. In diesem Jahr wurde mit dem renommierten spanischen Journalistenpreis „Ortega y Gasset“ ausgezeichnet, der von der spanischen Tageszeitung El País in Gedenken an den spanischen Denker und Journalisten José Ortega y Gasset jährlich für herausragende journalistische Arbeiten in spanischer Sprache verliehen wird. Das Time Magazine wählte sie unter die 100 einflussreichsten Menschen des Jahres 2008. Im November 2008 gewann sie den Weblog-Award der Deutschen Welle The BOBs in der Kategorie Best Weblog sowie den Userpreis in der Kategorie Reporter ohne Grenzen Award. Im Oktober 2009 wurde ihr der Maria-Moors-Cabot-Preis, einer der ältesten Journalistenauszeichnungen der USA zugesprochen. Dieser würdigt eine Berichterstattung, die sich „für ein interamerikanisches Verständnis“ und die Verteidigung der Pressefreiheit einsetzt.
Die Ausreise aus Kuba zur Entgegennahme der Preise oder zur Teilnahme an anderen Veranstaltungen, zu denen sie eingeladen wurde, wurde Yoani Sánchez regelmäßig von den kubanischen Behörden verweigert. Amnesty International wertete dies als unzulässige Bestrafung für die Wahrnehmung des Menschenrechts auf freie Meinungsäußerung. Innerhalb von vier Jahren wurde ihr 18 Mal die Ausreise zu Veranstaltungen verweigert. Erst mit Inkrafttreten des novellierten Reisegesetzes im Januar 2013, das Ein- und Ausreisen für Kubaner grundsätzlich erleichtert, änderte die kubanische Regierung ihre Politik, so dass Sánchez im Februar 2013 auf eine mehrmonatige Reise durch mehrere Länder aufbrechen konnte, die sie zunächst nach Brasilien führte.
Yoani Sánchez schreibt außerdem als Gastautorin Kolumnen für verschiedene internationale Presseorgane, darunter zwischen Januar 2010 und März 2012 in der Wochenendbeilage Sonntaz der taz („die tageszeitung“) und seit 2008 in der englischen Ausgabe der Huffington Post. Nachdem die kubanische Regierung im September 2011 dem spanischen Korrespondenten von El País nach 20 Jahren die Aufenthaltserlaubnis zur journalistischen Berichterstattung entzog, übergab die Tageszeitung dessen bisherige Funktion an Sánchez.

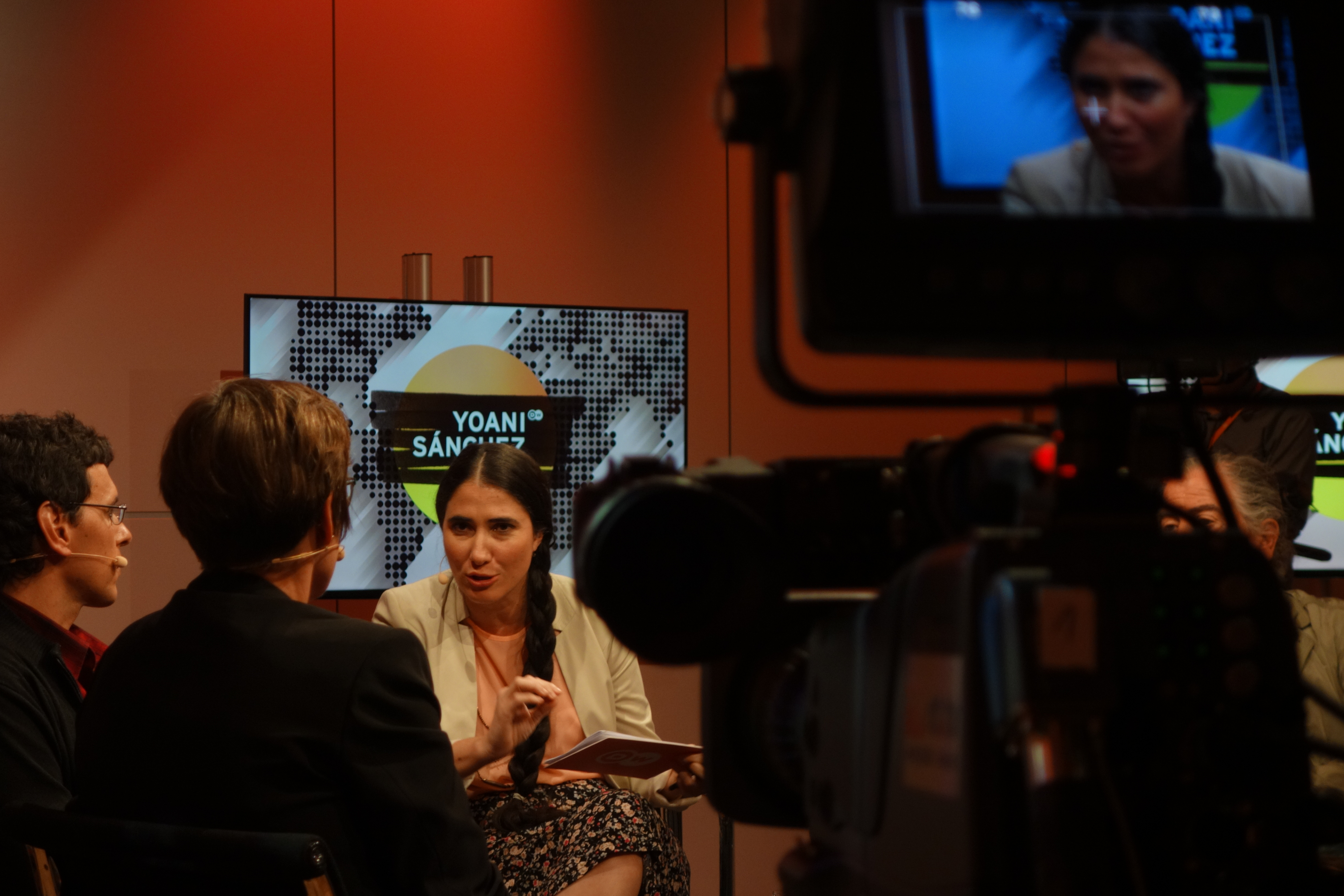
Mit Gästen während einer Aufzeichnung ihrer Talkshow (2016)

Zusätzlich zu ihren Blogbeiträgen, Kolumnen und Interviews äußert sich Sánchez mit einer großen Zahl von aktuellen Kommentaren und Kurznachrichten über das Kommunikationsnetzwerk Twitter, wo inzwischen jeder ihrer Tweets über 100.000 regelmäßige Leser erreicht (sogenannte followers). Die meisten ihrer Leser und Follower kommen aus dem Ausland. In Kuba hat sie keinen Einfluss. Dort sind private Internetzugänge nicht gestattet und offizielle Zugänge stark überwacht und teuer. Neben ihrer Arbeit als Journalistin und Aktivistin der Zivilgesellschaft schrieb sie ein über 400 Seiten umfassendes Handbuch zum Einsatz der Blogging-Software WordPress, das im Mai 2011 in Madrid veröffentlicht wurde. Die beantragte Ausreise zur Vorstellung ihres Buchs in Spanien wurde ihr von der kubanischen Regierung erneut verweigert.
Im Mai 2016 übernahm Sánchez eine neue Rolle als Fernsehmoderatorin. Im spanischsprachigen Programm der Deutschen Welle ist sie seitdem Gastgeberin einer wöchentlichen Talkshow zu lateinamerikanischen Menschenrechtsthemen mit dem Namen Yoani Sánchez – La voz te tus derechos („Die Stimme deiner Rechte“).

## Onlineaktivitäten

### Blog „Generación Y“
Yoani Sánchez lebt zusammen mit ihrem Ehemann, dem Journalisten Reinaldo Escobar, in einem Hochhaus in der kubanischen Hauptstadt Havanna an der Plaza de la Revolución. Ihre Beiträge schreibt sie auf einem von ihrer Auslandsreise mitgebrachten Laptop in ihrer Wohnung. Um einen Beitrag dann im Blog zu veröffentlichen, geht sie meist in ein Internetcafé in einem Touristenhotel, wo in Dollar gezahlt werden muss. Internetanschlüsse in kubanischen Privathaushalten gibt es nahezu nicht und wenn, sind sie zu langsam, um ein Blog zu verwalten.
Yoani Sánchez’ Domain desdecuba.com ist von der Cronon AG, der Tochtergesellschaft der Strato AG für Großkunden registriert und wird bei Strato gehostet. Die Adresse des Domainverantwortlichen ist die des Pressesprechers der spanischen Tochtergesellschaft von Strato. Der Blog wurde anfangs von der kubanischen Regierung nach außen hin de facto toleriert, in Kuba selbst wurde der Blog jedoch rund drei Jahre lang von den Behörden mit technischen Mitteln blockiert, kann aber seit Anfang Februar 2011 wieder von Internet-Nutzern auf der Insel gelesen werden. Die Aufhebung der Blockade erfolgte wenige Tage vor Beginn eines internationalen Kongresses zu moderner Informationstechnologie in Havanna.
Die von Yoani Sánchez gezeichneten Beiträge erscheinen auf der Webseite desdecuba.com in rund zwanzig Sprachen. Die Versionen auf Deutsch, Englisch und Spanisch erscheinen etwa gleichzeitig. Die deutschsprachige Seite wird u. a. durch Werbeanzeigen finanziert.
In den einzelnen Blogbeiträgen selbst geht es im Wesentlichen um das schwierige kubanische Alltagsleben, wobei auch ohne Blatt vor dem Mund die politischen Verhältnisse kritisiert werden. So beschreibt sie beispielsweise den Versuch, Zitronen aufzutreiben, um ihre Erkältung zu kurieren, was letztendlich erfolglos blieb. Dabei stellt sie die Frage, wie es denn sein könne, dass ein so fruchtbares Land wie Kuba nicht ausreichend landwirtschaftliche Güter produzieren könne, um die Bevölkerung zu versorgen.
Am 19. November 2009 veröffentlichte Yoani Sánchez in ihrem Blog einen Fragebogen mit sieben Fragen an den amtierenden US-Präsidenten Barack Obama zu den Beziehungen zwischen Kuba und den Vereinigten Staaten zusammen mit den Antworten des US-Präsidenten. Über drei Monate lang hatte sie auf verschiedenen Wegen versucht, ihre Fragen im Weißen Haus einzureichen. Parallel hatte sie ebenfalls sieben Fragen an den kubanischen Staatspräsidenten Raúl Castro gerichtet, von dem sie allerdings keine Antwort erhielt.

### Online-Zeitung „14ymedio“
Am 21. Mai 2014 startete Yoani Sánchez mit der Onlinezeitung 14ymedio die erste privat betriebene und von der Regierung unabhängige Zeitung Kubas seit dem Sieg der Revolution im Jahre 1959. Erklärtes Ziel des Projekts ist es, die „komplette Spannbreite von Nachrichten, Meinungskolumnen und Fakten über die Realität unserer Insel abzudecken“. Sie soll alle zwei bis drei Tage aktualisiert werden. Chefredakteur ist der Journalist und Sánchez’ Ehemann Reinaldo Escobar, dazu kommen rund ein Dutzend journalistische Mitarbeiter.
Zahlreiche Prominente wie der peruanische Literaturnobelpreisträger Mario Vargas Llosa sowie der polnische Solidarność-Aktivist und Friedensnobelpreisträger Lech Wałęsa unterstützen dieses Projekt. Wałęsas Stiftung gehört auch zu den Geldgebern dieses Projektes.
Der Name, 14ymedio, ist ein Wortspiel. Wörtlich übersetzt bedeutet er vierzehneinhalb. Jedoch soll die 14 das Stockwerk ihrer Wohnung in einem Hochhaus in Havannas Stadtteil Nuevo Vedado darstellen, von wo aus die Zeitung produziert wird, sowie das Gründungsjahr 2014. Y ist der erste Buchstabe von Yoanis Vornamen und gleichzeitig eine Anspielung auf ihren Blog Generation Y, während medio so viel wie „Medium“ bedeutet.
Kurz nach ihrem Start konnte die Website der Zeitung innerhalb Kubas nicht aufgerufen und gelesen werden. Die Eingabe der Webadresse führt zu einer Umleitung auf eine Website, die Yoani Sánchez Geldgier unterstellt und auf ihre Verbindung zur Exilkubaner-Gemeinde hinweist. Vier Tage später wurde deren Blockade aufgehoben.

## Aktivistin der Zivilgesellschaft und Feindbild der Regierung
Sánchez möchte sich nicht als Dissidentin verstanden wissen, die das System komplett umkrempeln möchte, sondern nur als unzufriedene Bürgerin, die nicht mehr schweigen will. Der ehemalige Staatschef Kubas Fidel Castro bezichtigte sie jedoch in einem Vorwort für das Buch Fidel, Bolivia y algo más der „Arbeit für die neokolonialistische Presse“. Ihr wird von den kubanischen Behörden außerdem unterstellt, im Dienste der spanischen Mediengruppe Prisa, zu der auch die Tageszeitung El País gehört, von der sie 2008 einen Medienpreis erhielt, antikubanische Propaganda zu betreiben. Für Raúl Castros Tochter Mariela ist sie eine von den USA bezahlte Söldnerin.
Yoani Sánchez ist nicht nur Kubas bekannteste Bloggerin, sondern bemüht sich auch redlich an der Verbreitung der Idee des Bloggens in Kuba. Eine sogenannte „Blogger-Akademie“ im Oktober 2008 wurde von den Behörden verboten. Dieses Verbot umgeht sie, indem sie entsprechende Schulungen bei sich zu Hause durchführt.
Nachdem Sánchez ihren sozialen Aktivismus 2009 auch in die kubanische Öffentlichkeit auszudehnen suchte, reagierte die Regierung mit harter Hand. Dazu gehören auch körperliche Einschüchterung sowie organisierte Mobilisierung „engagierter Revolutionäre“ gegen sie und andere prominente Blogger. So beschuldigte Yoani Sánchez kubanische Sicherheitskräfte in Zivil, sie am 6. November 2009 im Vorfeld einer geplanten Teilnahme an einer Anti-Gewalt-Demonstration zusammen mit ihren Blogger-Kollegen Claudia Cadelo und Orlando Luis Pardo kurzzeitig festgenommen zu haben. Zwei Wochen später wurde ihr Ehemann Reinaldo Escobar Opfer eines sogenannten Acto de Repudio (wörtlich „Akt der Ablehnung“, tatsächlich geht es jedoch um Einschüchterung), nachdem er den Staatssicherheitsbeamten, der seine Frau verhaftet hatte, zu einem klärenden Gespräch in der Öffentlichkeit herausgefordert hatte.
Bei der Beerdigung für den nach Hungerstreik in einem kubanischen Gefängnis gestorbenen Dissidenten Orlando Zapata wurde sie im März 2010 erneut kurzfristig verhaftet.
Angesichts der Tatsache, dass sich repressive Maßnahmen (wie Einschüchterung, technische Blockade und öffentliche Diskreditierung) vor allem im Ausland als wenig erfolgreich zur Bekämpfung des medialen Einflusses von Sánchez erwiesen haben, hat sich die kubanische Führung in den letzten Jahren dazu entschlossen, selbst eine aktivere Rolle im Internet und in der Blogosphäre zu spielen, um ein möglichst großes Gegengewicht herzustellen und sich – nach eigener Lesart – gegen den „Medienterrorismus“ zur Wehr zu setzen. Zu den prominentesten Vertretern der „offiziellen“ Blogger gehören – neben Fidel Castro selbst – Eduardo Fontes (alias Yohandry Fontana: „El Blog de Yohandry“) und Manuel Henríquez Lagarde („Cambios en Cuba“), die in ihren Blogeinträgen Yoani Sánchez und andere prominente Andersdenkende regelmäßig angreifen und bevorzugt als Söldner beschimpfen. Auch für die die kubanische Regierung unterstützenden Kuba-Solidaritätsbewegungen im Ausland ist Yoani Sánchez ein häufiges Ziel negativer Berichterstattung, die bisweilen groteske Züge annimmt: So enthält beispielsweise ein im September 2011 verbreiteter, „Lügen von Yoani Sánchez über Kirchenbesetzung“ überschriebener Beitrag des spanischen Multimedia-Projekts Cubainformación weder eine einzige Unwahrheit Yoanis über den betreffenden Vorfall noch den Vorwurf einer ihr konkret zuzuschreibenden Lüge.
Während das Internet vor allem für die ausländische Wahrnehmung von Bedeutung ist, sind für die einheimische Meinungsbildung nach wie vor die traditionellen Medien wichtig: In einer Sendung im kubanischen Staatsfernsehen namens „Las Razones de Cuba“ (Kubas Gründe), ausgestrahlt im März 2011, wurde Yoani Sánchez vorgeworfen, Teil eines von den USA geführten Cyberkrieges gegen Kuba zu sein. Dieser würde nicht mehr mit Bomben und Gewehren, sondern mit Informationen und Algorithmen geführt werden. Sánchez habe rund eine halbe Million US-Dollar für „manipulierte Preise“, so die Sendung, für ihren Blog erhalten. In der Sendereihe „Las Razones de Cuba“ versucht die kubanische Regierung zu zeigen, dass die USA das Land mit Hilfe neuer Technologien zu unterminieren. Sánchez selbst zeigte sich erfreut über die erstmalige öffentliche Erwähnung alternativer Blogger im staatlichen Fernsehen: „Die Büchse der Pandora ist nun geöffnet“, auch wenn es das eigentliche Ziel gewesen sei, sie zu beleidigen.
Bei einem Kuba-Besuch des Ex-Präsidenten Jimmy Carter Ende März 2011 wurde Sánchez von diesem im Rahmen eines Treffens mit bekannten Oppositionellen empfangen.
Am 5. Oktober 2012 wollte Sánchez mit ihrem Mann zum Prozess des spanischen Politikers Ángel Carromero, dieser soll bei einem Autounfall die kubanischen Dissidenten Oswaldo Payá und Harold Cepero tödlich verletzt haben. Auf dem Weg zum Gericht wurde sie mit ihrem Mann verhaftet und wieder nach Hause verbracht. Am 9. November desselben Jahres wurde sie erneut für kurze Zeit wegen angeblicher „gesellschaftlicher Disziplinlosigkeit“ verhaftet, diesmal zusammen mit zahlreichen anderen Oppositionellen, darunter dem prominenten Regimekritiker Guillermo Fariñas. Ihr Vergehen war es, Informationen über die kurz zuvor verhaftete Dissidentenanwältin Yaremis Flores einholen zu wollen.
Im November 2012 ernannte die Interamerikanische Pressevereinigung (Abkürzung englisch IAPA, spanisch SIP) Yoani Sánchez zu ihrer regionalen Vizepräsidentin der Kommission für Presse- und Informationsfreiheit in Kuba. Ihre Aufgabe sei es, für diese Organisation die Pressefreiheit in Kuba zu überwachen. Kubas Parteizeitung Granma nannte die IAPA ein „CIA-Kartell der kommerziellen Presse“ und wertete dies als weiteren Beweis dafür, dass die „Cybersöldnerin“ im Dienste des US-amerikanischen Geheimdienstes stehe. Im September 2014 wurde von der Georgetown University in Washington bekanntgegeben, dass Sánchez für das Studienjahr 2014/2015 Inhaberin des vom Internet-Konzern Yahoo gestifteten Wissenschaftsstipendiums für die Beschäftigung mit „Internationaler Werten, Kommunikation, Technologie und Globalem Internet“ sei.

## Kontroversen
Nachdem Sánchez am 6. November 2009 im Vorfeld einer geplanten Teilnahme an einer Anti-Gewalt-Demonstration zusammen mit ihren Blogger-Kollegen Claudia Cadelo und Orlando Luis Pardo Lazo kurzzeitig festgenommen wurde, wurde sie ihren Angaben zufolge von den beteiligten Mitarbeitern der Staatssicherheit geschlagen, außerdem sei ihr gedroht worden, dass „die Grenze ihrer Mätzchen nun erreicht“ sei. Nachdem sie der Korrespondent des spanischsprachigen BBC-Dienstes BBC Mundo zu einem Interview getroffen hatte und danach schrieb, keine sichtbaren Spuren von Gewalt festgestellt zu haben, und sie selbst ablehnte, angeblich vorhandene fotografische Beweise zu veröffentlichen, wurde dies in zahlreichen Artikeln von Unterstützern der kubanischen Regierung zum Anlass genommen, ihre Glaubwürdigkeit in Zweifel zu ziehen.

## Würdigungen und Ehrungen

### Preise
- 2008: Journalistenpreis Premios Ortega y Gasset für Digitale Medien – Zeitung El País (Spanien)
- 2008: Weblog-Award The BOBs der Deutschen Welle (Best Weblog sowie Userpreis der Kategorie Reporter ohne Grenzen Award)
- 2009: Young Global Leader Honoree – World Economic Forum
- 2009: Maria Moors Cabot Prize der New Yorker Columbia University
- 2009: 3. Platz im Essay-Wettbewerb Wege der Freiheit der Grupo Salinas (Mexiko)[66]
- 2010: Jaime-Brunet-Preis für Menschenrechte
- 2010: World Press Freedom Hero des International Press Institute
- 2010: Freiheitspreis der dänischen politischen Stiftung CEPOS[67]
- 2010: Prinz-Claus-Preis in der Kategorie Journalismus (Niederlande)[68]
- 2011: iRedes Preis des 1. Iberoamerikanischen Kongresses über Soziale Netzwerke[69]
- 2011: Premio Jaime Brunet 2010 für das Eintreten für Menschenrechte, Universidad Pública de Navarra[70]
- 2011: Premio HazteOir.org 2011 der spanischen Nichtregierungsorganisation HazteOir.org[71]
- 2011: International Women of Courage Award[72]
- 2013: Sjur-Lindebrække-Preis für Menschenrechte und Demokratie 2013 der norwegischen konservativen Partei Høyre[73]

### Erwähnung in internationale Ranglisten
- 2008: „Die 100 einflussreichsten Menschen des Jahres“ – Time Magazine (USA)
- 2008: „Die 10 Persönlichkeiten des Jahres“ – Zeitschrift Gatopardo (Mexiko)[74]
- 2008: „Die 10 einflussreichste lateinamerikanische Intellektuelle des Jahres“ – Zeitschrift Foreign Policy (USA)
- 2010: „Die mutigste Frau der Welt“ – Leserwahl der Zeitschrift 20 Minutos (Spanien)[75]
- 2011: „Die 100 weltweit wichtigsten Denker“ (Platz 81) – Zeitschrift Foreign Policy (USA)[76]
- 2011: „Die einflussreichsten iberoamerikanischen Twitterer“ – Zeitschrift Foreign Policy (spanische Ausgabe)[77]
- 2012: „Die 150 mutigsten Frauen der Welt“ – Zeitschrift Newsweek und Webseite The Daily Beast (USA)[78]
- 2012: „Die zehn einflussreichsten iberoamerikanischen Intellektuellen des Jahres“ – Zeitschrift Foreign Policy (spanische Ausgabe)[79]

## Werke
- Cuba Libre: Von der Kunst, Fidel Castro zu überleben. Bruno Genzler (Übersetzer), Heyne, München 2010, 256 Seiten, ISBN 978-3-453-16737-7
- WordPress: Un blog para hablar al mundo (spanisch), Anaya Multimedia, Madrid 2011, 464 Seiten, ISBN 978-84-415-2892-5